# Outlawz
The Outlawz (такође Outlaw Immortalz) је реп група из округа Есекс, Њу Џерзи, коју је основао покојни Тупак Шакур крајем 1995, непосредно по изласку из затвора. 

## Почетак
Outlaw је акроним од Operating Under Thug Laws as Warriors (Функционисати у складу са Thug законима као ратници). Раније Аутлоз су били познати под називом Драмасајдал (енгл. Dramacydal). Наиме, први пут су се појавили на Тупаковом албуму Me Against The World из 1995. и то на две песме: насловној и на песми Outlaw. Драмасајдал је био састављен од К-Дога, који је касније постао Кастро, Јанг Холивуда, који је касније постао Јаки Кадафи, Муа, касније Наполеона и Биг Малколма, касније Е. Д. И. Мина.
Пошто је изашао из затвора и потписао за Дет Ров, Тупак је у групу убацио свог полубрата Моприма, као и Биг Сајка, Хусеин Фатала и Наполеона. Заједно они су формирали оригиналну поставу групе која је дебитовала на Тупаковом албуму All Eyez On me, у песми When We Ride. Остали чланови групе Ди Аутлоз, који се појављују на албуму су били означени као Драмасајдал. Наиме, идеја је била да сваки члан групе узме псеудоним који би био у складу са различитим диктаторима или непријатељима САД, прошлим или тренутним.
Тупак Шакур је био вођа групе, и узео је титулу Макавели, по италијанском политичару и филозофу Николи Макијавелију. Ово је једини псеудоним који није преузет од неког диктатора, иако је Макијавелијева филозофија била за диктатуру.
Јафеу Фула, такође познат и као Јанг Холивуд, узео је псеудоним Јаки Кадафи, по либијском пуковнику Моамеру ел Гадафију.
Кастро, такође познат и као К-Дог, преузео је алиас Кастро по кубанском председнику Фиделу Кастру.
Е. Д. И. Мин, такође познат као Биг Малколм, преузео је псеудоним Е. Д. И. Мин по председнику Уганде Идију Амину.
Хусеин Фатал, кога је са Тупаком упознао Јаки Кадафи, узео је алиас Хусеин Фатал, по ирачком председнику Садаму Хусеину.
Наполеон, Кадафијев пријатељ из детињства, је узео псеудоним Наполеон, по француском цару Наполеону Бонапарти.
Биг Сајк, који је био члан Тупакове прве групе Таг Лајф, узео је алиас Мусолини, по италијанском председнику Бениту Мусолинију.
Моприм, Тупаков полубрат, који је такође био у Тупаковој првој групи Таг Лајф, узео је алиас Комани, по Рухолаху Хомеинију.
Јанг Нобл је такође познат као Марблс.

## Касније године
Убрзо пошто су се прикључили групи, Моприм и Биг Сајк су раскинули све везе са Дет Ровом и напустили Аутлозе због финансијских разлога. Два месеца након Тупакове смрти, Кадафи је убијен у Њу Џерзију.
Иако им је Тупак изричито рекао да никада не потписују уговор са Дет Ровом, преостали чланови групе су то ипак учинили, због чега је Хусеин Фатал напустио групу, тврдећи да остали нису остали лојални Тупаку. Исто је урадио и Наполеон, који се сада преобратио на ислам. 
Током 1999. године објављен је Тупаков албум Still I Rise на којем су учествовали и чланови групе изузев Хусеин Фатала, који је то одбио јер је група потписала за Дет Ров. 

## Данас
Група је без Тупака објавила укупно шест албума. Током 2005. групи се прикључио репер Сторми, а 2006. поново им се придружио и Хусеин Фатал. Група наставља да снима вокале за необјављене Тупакове песме. 2007. године потписали су уговор са Кешвил Рекордс. Следећи албум под називом Godz Plan излази 2008. године.

## Дискографија
1. 1999: Still I Rise
2. 2000: Ride Wit Us Or Collide Wit Us
3. 2001: Novakane
4. 2002: Neva Surrenda
5. 2005: Outlaw 4 Life: 2005 A.P.
6. 2006: Can't Sell Dope Forever (са Dead Prez)
7. 2006: Ghetto Monopoly (са JT The Bigga Figga)
8. 2008: Godz Plan